# Meulebeke
Meulebeke es un municipio de la región de Flandes, en la provincia de Flandes Occidental, Bélgica. A 1 de enero de 2018 tenía una población estimada de 10 906 habitantes.
Se encuentra ubicada al oeste del país.

## Geografía

### Secciones del municipio
- Meulebeke

### Pueblos y aldeas del municipio
Sneppe, Marialoop, Paanders y Haantjeshoek

## Demografía

### Evolución
Todos los datos históricos relativos al actual municipio, el siguiente gráfico refleja su evolución demográfica.
| Gráfica de evolución demográfica de Meulebeke entre 1846 y 2020 |
|                                                                 |